# Weiße Krug
Weiße Krug ist eine Ortslage der Gemeinde Blankenberg im Landkreis Ludwigslust-Parchim in Mecklenburg-Vorpommern (Deutschland).
Der Ort liegt in waldreicher Umgebung am südlichen Ufer des Weißen Sees. Am westlichen Ortsrand befindet sich ein denkmalgeschützter Forsthof.

## Persönlichkeiten
- Harald Ringstorff (1939–2020), Politiker
- Dagmar Ringstorff, Pantomimin